# Gundula Petrovska

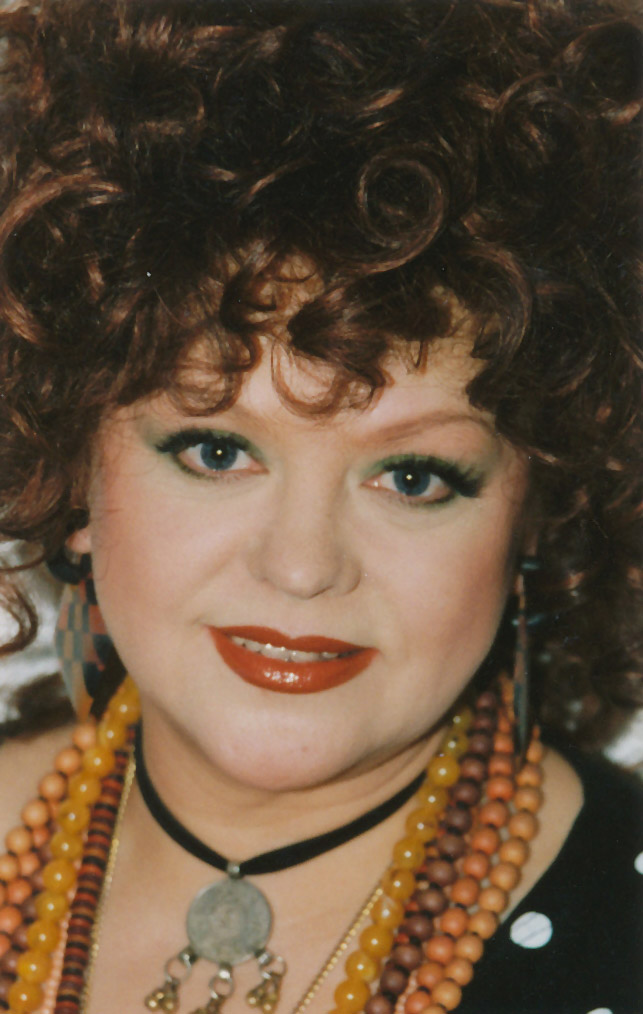
Gundula Petrovska

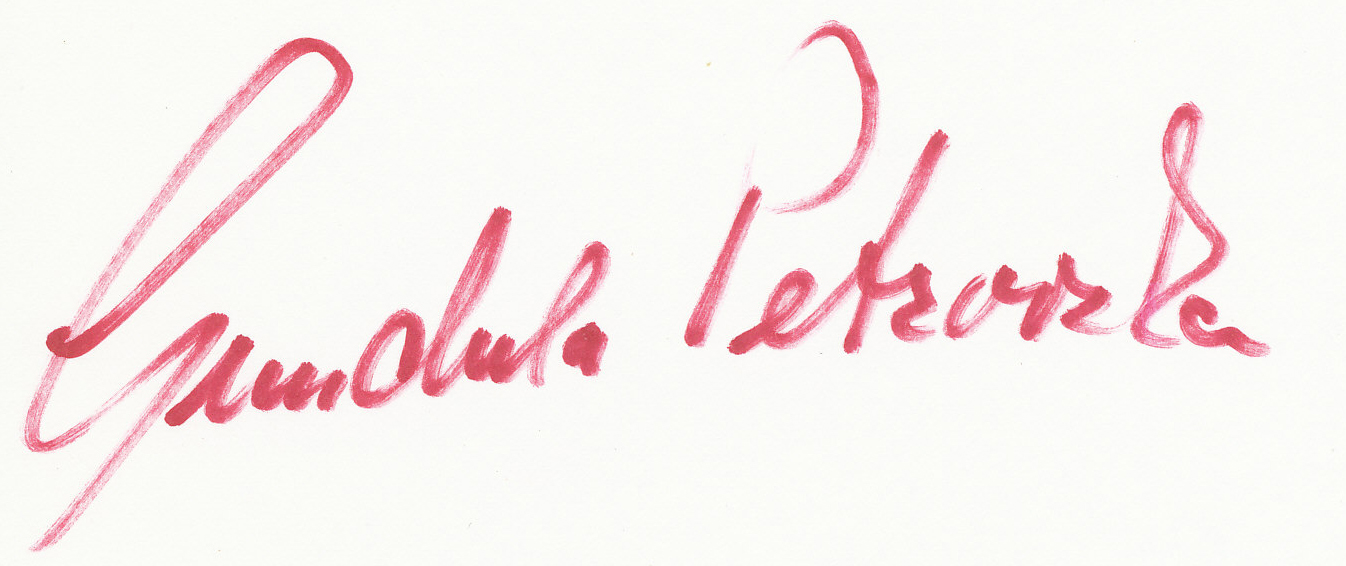
Signatur von Gundula Petrovska

Gundula Petrovska (* 1. August 1943 in Königsberg; † 12. Juli 2017), auch Gundula Petrowska, war eine deutsche Schauspielerin.

## Karriere
Ihre Ausbildung erhielt sie von 1962 bis 1964 an der Staatlichen Ballettschule Berlin und legte ihr Staatsexamen ab, worauf sie über mehrere Jahre als Ballett-Tänzerin arbeitete und in dieser Zeit eine Musicalausbildung mit Diplom in den Fächern Tanz, Gesang und Schauspiel absolvierte.
Sie trat vor allem in Musicals und Operetten auf, wie mit Horst Buchholz am Theater des Westens, wo sie in Kiss me, Kate, My Fair Lady und Frau Luna zu sehen war, oder mit Edith Hancke im Theater am Kurfürstendamm. Außerdem gehörte sie dem Kabarett Die Wühlmäuse an und gastierte mit Stücken von Richard Harris in Köln oder Düsseldorf.
Nach ihrer Flucht aus der DDR wirkte sie vor allem in Gastauftritten in zahlreichen Film- und Fernsehproduktionen mit, wie in Hallo, Onkel Doc!, mit Günter Pfitzmann in Berliner Weiße mit Schuß, den Komödien Mein Gott, Willi! und Didi und die Rache der Enterbten oder in Eine Liebe in Deutschland.
In den 1980er Jahren hatte sie eine Ballettschule in Berlin-Reinickendorf und wohnte in Lübars. Für ihre Rolle in dem Kinofilm Utopia bekam Petrovska 1982 den Frankfurter Darstellerpreis, worauf auch Hauptrollen folgten, so die der Loni in der Fernsehserie Drei Damen vom Grill. Viele Jahre lang arbeitete sie zudem als Partnerin von Dieter Hallervorden, beispielsweise in der Comedy-Serie Hallervordens Spott-Light oder der Familien-Groteske Zebralla!.
Petrovska war verheiratet und Mutter eines Sohnes. Sie starb im Juli 2017 im Alter von 73 Jahren.

## Filmografie (Auswahl)
- 1978: Tatort – Sterne für den Orient
- 1978–1980: Drei Damen vom Grill (Fernsehserie)
- 1980: Mein Gott, Willi!
- 1980: Schicht in Weiß (Fernsehserie)
- 1982: Utopia
- 1983: Eine Liebe in Deutschland
- 1984: Geschichten aus der Heimat (Fernsehserie) Folge: Bescheidenheit ist eine Zier
- 1985: Didi und die Rache der Enterbten
- 1986–1988: Berliner Weiße mit Schuß (Fernsehserie)
- 1988: Die Senkrechtstarter
- 1989: Tatort – Alles Theater
- 1992: Endstation Harembar
- 1993: Vater braucht eine Frau (Fernsehserie)
- 1994: Polizeiruf 110 – Totes Gleis
- 1994: Das Traumschiff – Dubai
- 1995: Nich’ mit Leo
- 1995: Der Mond scheint auch für Untermieter (Fernsehserie)
- 1996: Männerpension
- 1997: Das Leben ist eine Baustelle
- 1998: Polizeiruf 110 – Das Wunder von Wustermark
- 1999: Dr. Sommerfeld – Neues vom Bülowbogen (Fernsehserie, eine Folge)
- 2000: Zebralla! (Fernsehserie)
- 2001: Löwenzahn (Fernsehserie, Folge: Peter wird Künstler)
- 2002: Die fabelhaften Schwestern
- 2006: Auf ewig und einen Tag